# 드라비다한국어족
드라비다한국어족(Dravido-Korean languages)은 드라비다어족과 한국어, 일본어족이 같은 기원을 가진다는 가정을 토대로 제안되었으나 학계의 근거가 없어 폐기된 가설상의 어족이다.

## 개요
드라비다한국어족 가설은 1970년에 일본의 언어학자인 오노 스스무가 집필한 《일본어의 기원》이라는 책의 내용을 토대로, 1984년에 언어학자인 모건 E. 클리핑거가 한국어와 일본어족, 드라비다어족의 기원이 같다는 가설을 세우면서 정립되었다. 오노 스스무의 원래의 가설은 일본어가 드라비다어족에 속하는 타밀어와 동계라는 것이었는데, 마침 한국어 역시 일본어와 동계라는 주장이 학계에서 제기되면서 두 가설이 연결되어 드라비다한국어족 가설로 발전된 것이다. 하지만, 이에 대한 비교언어학적 연구는 진행된 바가 없으며, 크게 주목을 받는 학설도 아니다. 대한민국의 언어학자인 김정남이 이와는 별도로 드라비다어족과 한국어의 연관성을 주장했으나, 한국인과 타밀인의 형질인류학적인 비교연구에서는 한국인과 타밀인 간의 혈연적, 문화적 교류가 있었을 가능성이 부정되었고, 김정남 본인도 이렇다 할 근거를 내놓지는 못했다.

## 드라비다어족과 한국어의 비교

### 대명사
| 타밀어   | 한국어       |
| -------- | ------------ |
| nān/nānu | 나/나는/내가 |
| nī/ninga | 너/너는/네가 |

### 친족 지칭어
| 타밀어 | 한국어 |
| ------ | ------ |
| Appā   | 아빠   |
| Ammā   | 엄마   |
| Anni   | 언니   |
| Nungai | 누나   |
| Akka   | 아가씨 |

### 기타
(타밀어도 포함)
1. ㅂ살 : 쌀
2. ㅂ시 : 씨
3. 와 : 와(오다)
4. 바르 : 봐라(보다)
5. 나르 : 나라
6. '왕'(은 공통)
7. 가누와 : 간을 보다
8. 술/수라 : 술